# Heinrich Baltazzi

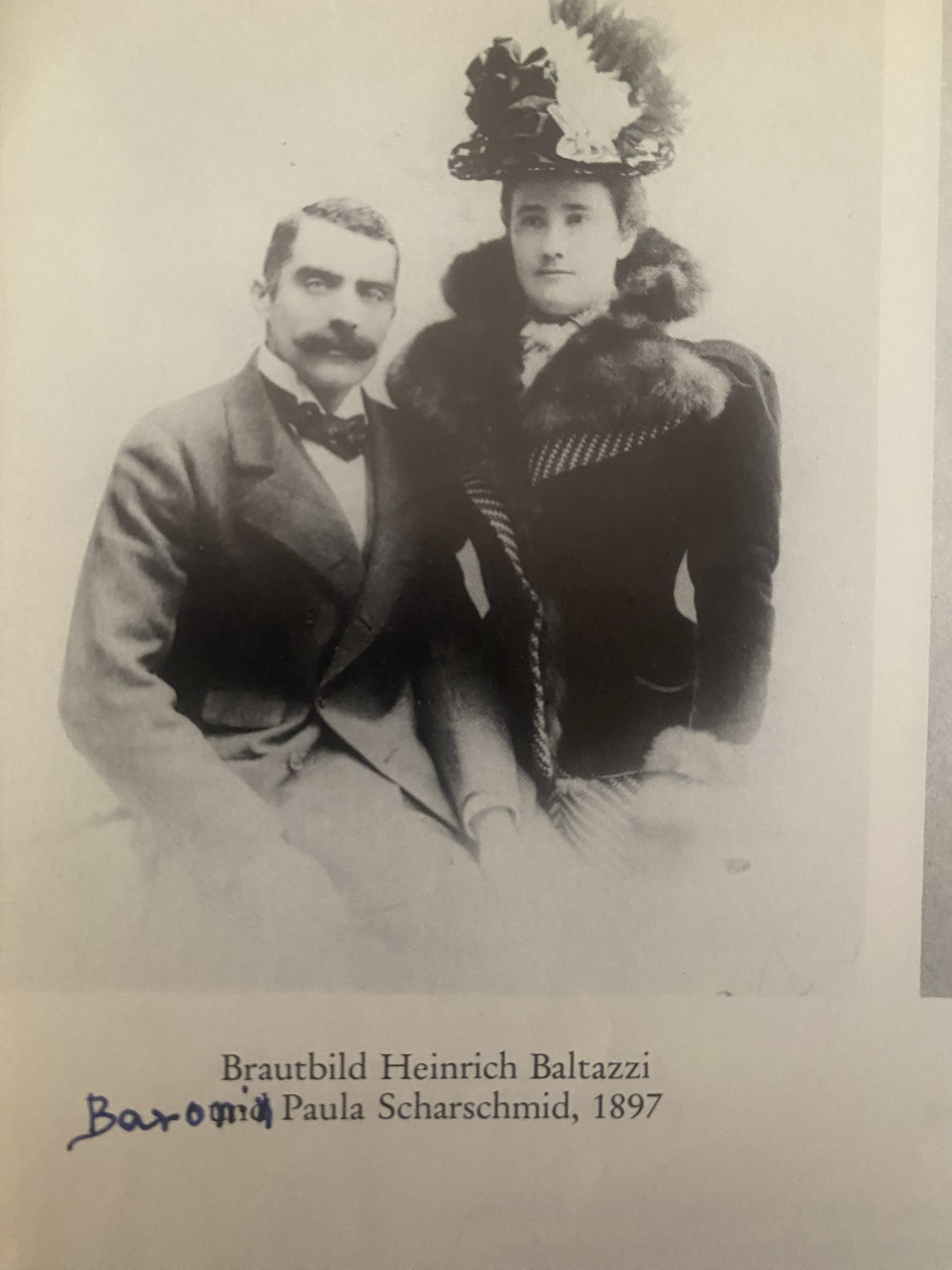
Heinrich Baltazzi mit Paula geb. Freiin Scharschmid von Adlertreu, 1897

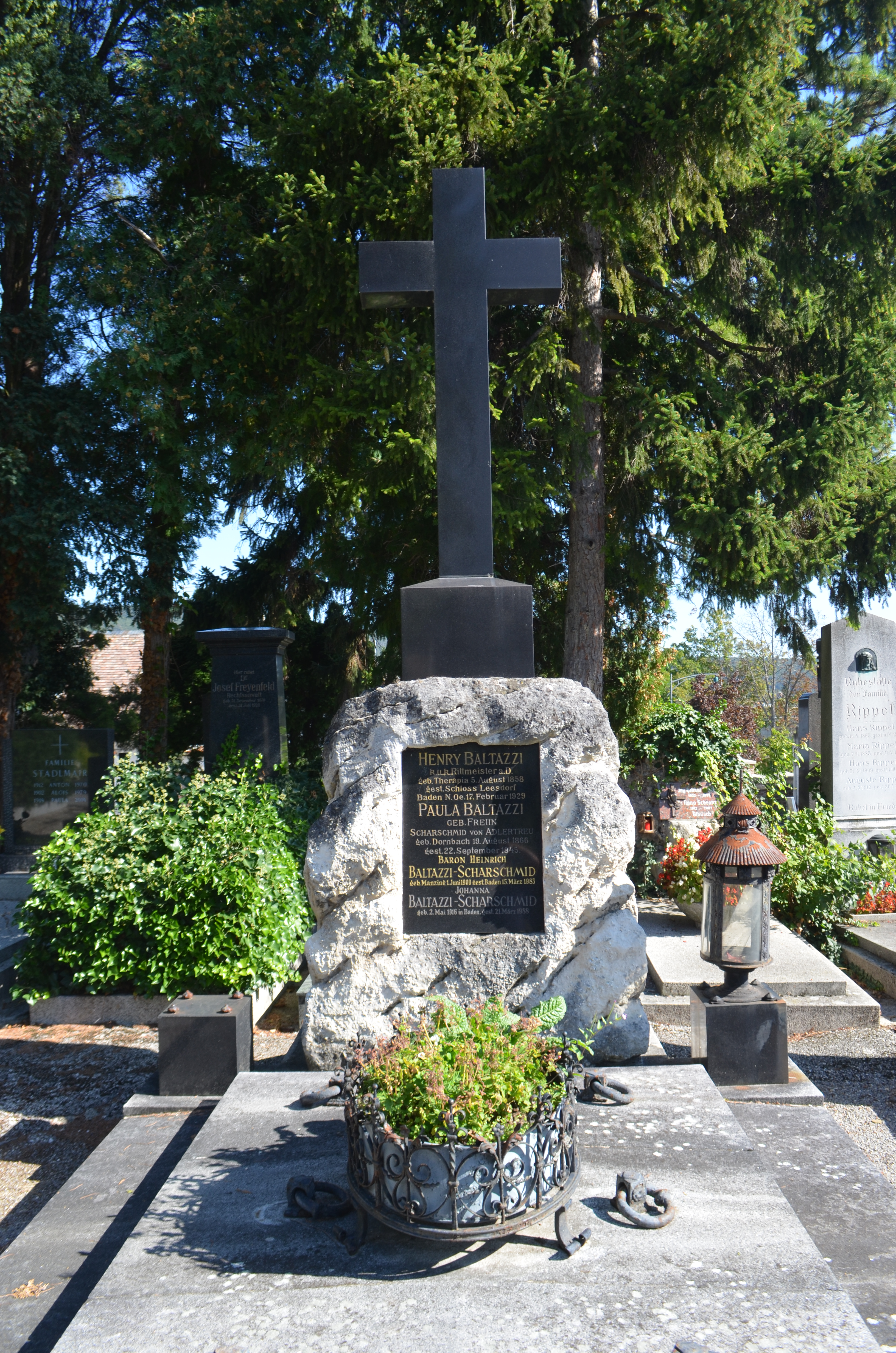
Familiengrab Baltazzi auf dem Helenenfriedhof in Baden, 2018

Heinrich „Henry“ Baltazzi (* 5. August 1858 in Therapia bei Konstantinopel, Osmanisches Reich; † 17. Februar 1929 auf dem Schloss Leesdorf in Baden bei Wien) war ein österreichischer k. k. Offizier, Pferdesportler und Gutsherr. Er entstammte der Bankiersfamilie Baltazzi.

## Leben
Heinrich Baltazzi kam 1858 als jüngster Sohn und zehntes Kind des Ehepaares Theodor Baltazzi und dessen zweiter Gattin, der Engländerin Elisabeth geb. Sarell in Therapia zur Welt. Sein Vater stand um 1850 als Bankier und Finanzberater in der Gunst des osmanischen Sultans Abdülmecid I. und wurde durch die Einnahmen der Mautgebühr für die Galatabrücke in Konstantinopel vermögend. Er war jüngerer Bruder von Alexander, Hector und Aristides Baltazzi sowie Halbbruder von Freifrau Helene von Vetsera geb. Baltazzi und somit Onkel von Baroness Mary von Vetsera.
Als Offizier in der k. k. Österreichisch-Ungarischen Armee war er bis zu seiner Verehelichung im Jahr 1897 im böhmischen Pardubitz, welches seit 1874 für das härteste Pferderennen Velká Pardubická (Pardubitzer Steeplechase) auf dem europäischen Festland bekannt war, stationiert. Anno 1892 nahm Baltazzi als Oberleutnant des k. k. Husarenregiments am großen Distanzritt Berlin–Wien 1892 teil.
Baltazzi hatte eine Liebesbeziehung mit Marie Louise von Larisch-Wallersee und war möglicherweise Vater ihrer Kinder Mary Henriette und Georg Heinrich von Larisch-Moennich. Weder Heinrich noch Marie Louise haben sich öffentlich über ihre Liebesbeziehung geäußert, doch sprechen die zweiten Vornamen der Kinder (Henriette/Heinrich) für Baltazzis Vaterschaft wie auch die Tatsache, dass sich Georg Heinrich 23-jährig erschossen hat, nachdem er erfahren hatte, dass er und Mary Henriette nicht die leiblichen Kinder des Grafen Georg von Larisch-Moennich seien. Auch sollen beide Kinder Ähnlichkeit mit der Familie Baltazzi gehabt haben.
Am 8. November 1897 ehelichte Baltazzi in der Stadtpfarrkirche St. Stephan in Baden bei Wien seine Braut Paula Scharschmid von Adlertreu (1866–1945), welche ihm drei Kinder schenkte:
- Pauline Maximiliana Elisabeth Mathilde Brigitta Baltazzi, welche am 8. Oktober 1898 im Schloss Vöslau zur Welt kam[2]
- Heinrich Theodor Johann Baltazzi-Scharschmid (* 1. Juni 1900 in Manzing[3]; † 15. März 1983 in Baden) welcher später das Buch „Die Familien Baltazzi-Vetsera im kaiserlichen Wien“ verfasste.
- Franz Baltazzi

Vorher wechselte Heinrich Baltazzi aber noch vom griechisch-orthodoxen Glauben in die römisch-katholische Kirche über, welches in der Pfarre St. Stephan in Baden am 25. März 1898 protokolliert wurde.
Das Ehepaar bewohnte das Schloss Tannenmühle, zwischen Innermanzing und Neustift in der Gemeinde Altlengbach gelegen, welches von 1894 bis 1907 Paula Scharschmid von Adlertreu gehörte und wo auch der Sohn Heinrich Baltazzi-Scharschmid zur Welt kam.
In dieser Zeit stiftete Heinrich Baltazzi der Freiwilligen Feuerwehr Neustift-Innermanzing Grund und Boden zur Errichtung eines Spritzenhauses und stellte der Feuerwehr die Schlossspritze zur Verfügung. Im Oktober 1907 erwarb er gemeinsam mit seiner Frau von Robert Freiherrn von Bach das Schloss Leesdorf in Baden, ließ es fertig restaurieren und gestaltete ab 1908 das Schloss weiter wohnlich aus. Baltazzi verstarb an Verengung der Aorta und wurde am 19. Februar 1929 auf dem Badener Helenenfriedhof zur letzten Ruhe bestattet.